# Shortcomings
Shortcomings ist eine US-amerikanische Komödie aus dem Jahr 2023 des Regisseurs Randall Park, der auf der gleichnamigen Graphic Novel (deutsch: Halbe Wahrheiten) von Adrian Tomine basiert.

## Inhalt
Der erfolglose Filmemacher Ben arbeitet als Manager in einem Programmkino in Berkeley. Seine Freizeit verbringt er damit, Filme der Criterion Collection anzuschauen, mit seiner Freundin Alice in Restaurants essen zu gehen und andere Frauen zu beobachten. Als seine Partnerin Miko für ein Praktikum nach New York zieht, ist Ben auf sich allein gestellt und versucht über seine Zukunft nachzudenken.

## Produktion
März 2021 wurde bekannt gegeben, dass Randall Park den Film nach einem Drehbuch von Adrian Tomine inszenieren würde. Die Produzenten waren Hieu Ho, Randall Park, Michael Golamco, Margot Hand, Jennifer Berman, Howard Cohen und Eric d'Arbeloff. Die Musik komponierte Gene Back und für die Kameraführung war Santiago Gonzalez verantwortlich. Für den Schnitt verantwortlich war Robert Nassau. In der Hauptrolle spielen Justin H. Min, Sherry Cola, Ally Maki, Debby Ryan, Tavi Gevinson, Sonoya Mizuno, Jacob Batalon und Timothy Simons.

## Veröffentlichung
Die Premiere fand am 21. Januar 2023 beim Sundance Film Festival 2023 statt. März 2023 erwarb Sony Pictures Classics die Vertriebsrechte für den Film. Der Film kam am 4. August 2023 raus.